# Kokolitky
Kokolitky (Coccolithophorida, Coccolithophyceae) jsou skupina řas řazených dnes do kmene Haptophyta, a to zejména do řádů Isochrysidales a Coccolithales. Někdy jsou pojímány jako přirozená monofyletická skupina, v jiných systémech nejsou vůbec z taxonomického hlediska uvedeny.
Jejich společným znakem je tvorba drobných destiček či šupinek z kalcitu (či vzácně aragonitu), označovaných jako kokolity. Tyto šupinky jsou vyneseny na povrch buňky a tvoří poměrně souvislý obal kolem celé buňky. Jsou významnou složkou fytoplanktonu v mořích a jsou tedy schopné fotosyntézy. V geologickém záznamu o nich máme doklady od triasu, ačkoliv se předpokládá výskyt již v siluru. Známým zástupcem je Emiliana huxleyi.
Kokolitky jsou silně citlivé na změny podmínek prostředí, jako je teplota vody a slanost. Díky této vlastnosti a bohatému výskytu ve fosilních záznamech se fosilizované kokolitky staly důležitým indikátorem, využívaným v paleoklimatologii i k řešení problémů stratigrafie.